# Эзо (Южный Судан)
Эзо (англ. Ezo) — город на юго-западе Южного Судана. Административный центр округа Эзо штата Западная Экватория.

## Географическое положение
Город находится в юго-западной части провинции, вблизи границы с Центральноафриканской Республикой, на расстоянии приблизительно 115 километров к северо-западу от Ямбио, административного центра штата и на расстоянии 455 километров к западу от столицы страны Джубы.

## Население
По данным официальной переписи 2008 года численность населения составляла 31 644 человек.
Динамика численности населения города по годам:
| 2008   | 2013   |
| ------ | ------ |
| 31 644 | 31 596 |